# Isabelle Gautheron
Isabelle Gautheron (Villeneuve-Saint-Georges, 3 de diciembre de 1963) es una deportista francesa que compitió en ciclismo en la modalidad de pista. Ganó una medalla de bronce en el Campeonato Mundial de Ciclismo en Pista de 1989, en la prueba de velocidad individual.
Participó en los Juegos Olímpicos de Seúl 1988, ocupando el cuarto lugar en velociadad individual.

## Medallero internacional
| Campeonato Mundial | Campeonato Mundial | Campeonato Mundial | Campeonato Mundial   |
| Año                | Lugar              | Medalla            | Competición          |
| ------------------ | ------------------ | ------------------ | -------------------- |
| 1989               | Lyon (Francia)     | Medalla de bronce  | Velocidad individual |